# Burgruine Rotzberg
Die Burgruine Rotzberg, auch Burgruine Rotzburg genannt, ist die Ruine einer Spornburg auf dem Rotzberg in der Gemeinde Ennetmoos im Schweizer Kanton Nidwalden. Sie liegt auf einer Höhe von 672 m ü. M. auf dem Rotzberg, einem Bergrücken westlich von Stans und östlich des Alpnachersees, einer Seitenbucht des Vierwaldstättersees.

## Beschreibung
Die Burgruine ist unter der KGS-Nr. 4178 als B-Objekt in der Kulturgüterliste des Bundesamts für Bevölkerungsschutz eingetragen und steht damit unter Denkmalschutz.

## Geschichte
Die heute noch ersichtliche mehreckige Ringmauer wurde vermutlich im 12. Jahrhundert erbaut. Es gibt Berichte von Chronisten dieser Zeit, nach denen Freiherren aus Rotenburg (vom luzernischen Rothenburg) als Errichter gelten könnten sowie von Habsburgern, die sie als Festung nutzten. In späteren Jahren unterhielten die Nidwaldner während Kriegszeiten auf dem Rotzberg eine Hochwacht. Im 17. und 18. Jahrhundert wohnten Einsiedler auf dem Gelände in Holzhütten. 1864 wurde eine Pension gebaut.
In den Gründerjahren des Schweizer Tourismus gab es 1909 Pläne, auch auf dem Rotzberg ein Hotel zu bauen und dieses mit einer Standseilbahn vom Rotzwinkel her zu erschliessen. Das Vorhaben wurde verhindert und 1910 kaufte die Schweizerische Eidgenossenschaft das Gelände für 18'000 Franken und stellte die Burg nach Konservierungsarbeiten unter Schutz. 1988 fanden Sondiergrabungen statt. Zuletzt wurde die Burgruine in den 2010er Jahren vom Bund aufwändig saniert. 2015 wurde bekannt, dass der Bund die Burgruine an den Kanton Nidwalden verkaufen möchte.